# Jeff Alexander
Pour les articles homonymes, voir Alexander.
Jeff Alexander est un compositeur, chef d'orchestre, pianiste, orchestrateur et arrangeur américain, né Myer Goodhue Alexander à Seattle (État de Washington) le 2 juillet 1910 et mort d'un cancer à l'île Whidbey (comté d'Island, État de Washington) le 23 décembre 1989.

## Biographie
Au cinéma, il compose des musiques de films entre 1947 et 1970. À la télévision, il est l'auteur de musiques pour des séries et téléfilms de 1958 à 1980. Il s'illustre en particulier dans les genres du western et de la comédie, travaillant notamment à plusieurs reprises avec le réalisateur Burt Kennedy, pour le petit comme pour le grand écran.Il collabore aussi à cinq films musicaux mettant en vedette Elvis Presley.
Comme arrangeur ou orchestrateur, on lui doit entre autres les arrangements vocaux du mythique Chantons sous la pluie (1952) de Stanley Donen et Gene Kelly.
Il est également l'auteur de quelques œuvres de musique classique, dont une symphonie, une suite pour flûte et cordes, un divertimento pour alto et piano.

## Filmographie

### compositeur

#### Cinéma
(intégrale)
- 1947 : It's a Grand Old Nag de Robert Clampett
- 1951 : Convoi de femmes (Westward the Women) de William A. Wellman (non crédité)
- 1953 : Drôle de meurtre (Remains to be see) de Don Weis
- 1953 : Casanova Junior (The Affairs of Dobie Gillis) de Don Weis
- 1954 : Sur la trace du crime (Rogue Cop) de Roy Rowland
- 1954 : Prisonnier de guerre (en) (Prisoner of War) d'Andrew Marton
- 1954 : Fort Bravo (Escape from Fort Bravo) de John Sturges
- 1955 : Le Tendre Piège (The Tender Trap) de Charles Walters
- 1956 : Passé perdu (These Wilder Years) de Roy Rowland
- 1956 : The Great American Pastime (en) de Herman Hoffman
- 1956 : Ransom ! d'Alex Segal
- 1956 : Calomnie (Slander) de Roy Rowland
- 1957 : Le Rock du bagne (Jailhouse Rock) de Richard Thorpe
- 1957 : L'aigle vole au soleil (The Wings of Eagles) de John Ford
- 1957 : Terreur dans la vallée (Gun Glory) de Roy Rowland
- 1958 : La Vallée de la poudre (The Sheepman) de George Marshall
- 1958 : Traquenard (Party Girl) de Nicholas Ray
- 1958 : L'amour coûte cher (The High Cost of Loving) de José Ferrer
- 1958 : Libre comme le vent (Saddle the Wind) de Robert Parrish (musique non utilisée au montage final)[1]
- 1959 : Tout commença par un baiser (It Started with a Kiss) de George Marshall
- 1959 : Une fille très avertie (Ask Any Girl) de Charles Walters
- 1959 : Comment dénicher un mari (The Mating Game) de George Marshall
- 1959 : Un mort récalcitrant (The Gazebo) de George Marshall
- 1960 : Les Jeunes Loups (All the Fine Young Cannibals) de Michael Anderson
- 1961 : The Murder Men de John Peyser
- 1961 : The George Raft Story de Joseph M. Newman
- 1962 : Un direct au cœur (Kid Galahad) de Phil Karlson
- 1964 : From Here to There d'Elaine et Saul Bass (court métrage)
- 1964 : The Searching Eye d'Elaine et Saul Bass (court métrage)
- 1965 : Le Mors aux dents (The Rounders) de Burt Kennedy
- 1967 : Croisière surprise (Double Trouble) de Norman Taurog
- 1967 : Clambake d'Arthur H. Nadell
- 1968 : Why Man Creates d'Elaine et Saul Bass (court métrage d'animation)
- 1968 : Le Jour des Apaches (Day of the Evil Gun) de Jerry Thorpe
- 1968 : À plein tube (Speedway) de Norman Taurog
- 1969 : Ne tirez pas sur le shérif (Support your Local Sheriff !) de Burt Kennedy
- 1970 : Un beau salaud (Dirty Dingus Magee) de Burt Kennedy

#### Télévision
(sélection)
- 1960-1964 : Série La Quatrième Dimension (The Twilight Zone), Saison 2, épisode 9 Retour vers le passé (The Trouble with Templeton, 1960) de Buzz Kulik ; Saison 5, épisode 34 L'Homme à la guitare (Come wander with me, 1964) de Richard Donner
- 1966 : Série Cher oncle Bill (Family Affair)
- 1967-1969 : Série Mannix, Saison 1, épisode 3 Jamais deux fois (Nothing ever works twice, 1967) et épisode 9 Pour une signature (Huntdown, 1967) ; Saison 2, épisode 13 Death Run (1969)
- 1970 : Three Coins in the Fountain, téléfilm de Hal Kanter
- 1974 : The Sex Symbol, téléfilm de David Lowell Rich
- 1975 : Série Columbo, Saison 5, épisode 1 La Femme oubliée (Forgotten Lady) de Harvey Hart
- 1975 : Le Retour des filles de Joshua Cabe (The Daughters of Joshua Cabe Return), téléfilm de David Lowell Rich
- 1976 : Les Nouvelles Filles de Joshua Cabe (The New Daughters of Joshua Cabe), téléfilm de Bruce Bilson
- 1977 : Série L'Âge de cristal (Logan's Run), épisode 3 Un étrange chasseur (Capture)
- 1978 : Kate Bliss and the Ticker Tape Kid (en), téléfilm de Burt Kennedy
- 1979 : Le Retour des Mystères de l'Ouest, téléfilm de Burt Kennedy
- 1979 : But Mother !, téléfilm de Jack Shea
- 1980 : More Wild Wild West, téléfilm de Burt Kennedy